# アレクサンダー (プファルツ＝ツヴァイブリュッケン公)

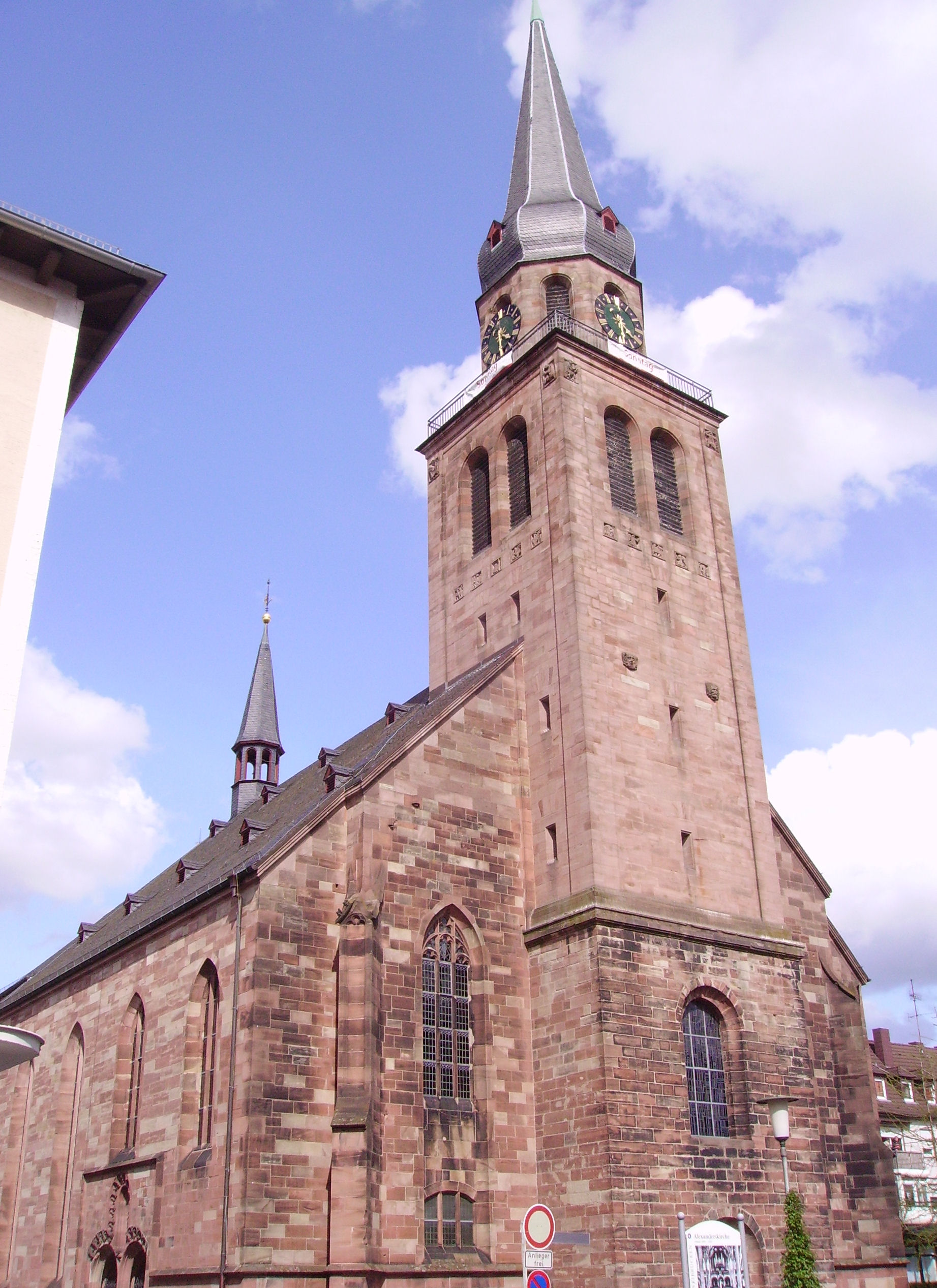
ツヴァイブリュッケンのアレクサンダー教会

アレクサンダー（ドイツ語：Alexander, 1462年11月26日 - 1514年10月2日）は、フェルデンツ伯（在位：1489年 - 1514年）およびプファルツ＝ツヴァイブリュッケン公（在位：1490年 - 1514年）。

## 生涯
アレクサンダーは、プファルツ＝ツヴァイブリュッケン公ルートヴィヒ1世（1424年 - 1489年）とクロイ家のポルシャン伯アントワーヌ1世の娘ジャンヌ（1435年頃 - 1504年頃）との間に次男として生まれた。アレクサンダーは子供の頃に天然痘にかかり、片足が麻痺し、「跛行公」または「不自由脚公」というあだ名が付けられた。アレクサンダーは1489年に兄のカスパーとともに父の後を継いだ。カスパーはすぐにアレクサンダーにより投獄され、1527年に亡くなるまでフェルデンツ城に幽閉された。
1495年、アレクサンダーは従兄弟のアントワーヌ・ド・クロエ司教と義弟のナッサウ＝ザールブリュッケン伯ヨハン・ルートヴィヒとともに聖地への巡礼に出発し、そこでアレクサンダー、義弟ヨハン・ルートヴィヒ、そしてその仲間のシュヴァイクハルト・フォン・シッキンゲン、シュテファン・フォン・フェニンゲンおよびハインリヒ・フォン・シュヴァルツェンベルクはエルサレムにおいて聖墳墓騎士団により騎士とされた。この旅行記は1584年に出版された。アレクサンダーは、後に自身の名を冠したツヴァイブリュッケンのアレクサンダー教会を建設した。巡礼と教会の建設はしばしば結びつけられる。
アレクサンダーは非常に信心深いと考えられていたにもかかわらず、常に聖職者でない人物を首相や顧問に選んだ。ランツフート継承戦争では、アレクサンダーは皇帝マクシミリアン1世の激励を受けて行動し、多くの修道院を征服して焼き払った。1505年にケルンの議会で和平が締結され、プファルツ選帝侯領とプファルツ＝ツヴァイブリュッケンはこの際に継承契約を締結した。アレクサンダーはランデックを返還し、プファルツ＝モスバッハ＝ノイマルクトの相続権を放棄した。その代わりに、アレクサンダーはクレーブルクおよびグッテンベルクのプファルツ領を受け取った。
1510年、学者ヤコブ・ヴィンプフェリンクの影響を受けて、アレクサンダーはローマでの聖職録の売買を非難するグラヴァミナ（陳情書）である『zehn Beschwerden（10の苦情）』をマクシミリアン1世に提出した。アレクサンダーは、1512年にトリーアの議会において宰相アダム・フォン・ゼーテルンから再びグラヴァミナを提出させた。
アレクサンダーは息子のルートヴィヒを通して、1685年以降のすべてのプファルツ選帝侯とバイエルン王の祖となった。

## 結婚と子女
1499年にツヴァイブリュッケンにおいてホーエンローエ＝ノイエンシュタイン伯クラフト6世の娘マルガレーテ・フォン・ホーエンローエ＝ノイエンシュタインと結婚し、以下の子女をもうけた。
- ヨハンナ（1499年 - 1537年） - トリーアの聖アグネス修道院の修道女
- ルートヴィヒ2世（1502年 - 1532年） - プファルツ＝ツヴァイブリュッケン公
- ゲオルク（1503年 - 1537年） - トリーアの律修司祭
- ループレヒト（1506年 - 1544年） - プファルツ＝フェルデンツ公
- マルガレーテ（1509年 - 1522年） - ボッパルト近郊のマリエンベルク修道院の修道女
- カタリーナ（1510年 - 1542年） - マリエンベルク修道院の修道女[4]、のち1541年以前にリートベルク伯オットー4世（1520年 - 1552年）と結婚